# Принсвілл (Північна Кароліна)
Принсвілл (англ. Princeville) — місто (англ. town) в США, в окрузі Еджком штату Північна Кароліна. Населення — 1254 особи (2020).

## Географія
Принсвілл розташований за координатами 35°53′21″ пн. ш. 77°31′44″ зх. д. / 35.88917° пн. ш. 77.52889° зх. д. (35.889188, -77.528922).  За даними Бюро перепису населення США в 2010 році місто мало площу 3,95 км², з яких 3,92 км² — суходіл та 0,03 км² — водойми.

## Демографія
Згідно з переписом 2010 року, у місті мешкали 2082 особи в 775 домогосподарствах у складі 544 родин. Густота населення становила 528 осіб/км².  Було 845 помешкань (214/км²).
Расовий склад населення:
| - 96,3 % — чорних або афроамериканців - 2,6 % — білих |

До двох чи більше рас належало 0,3 %. Частка іспаномовних становила 0,8 % від усіх жителів.
За віковим діапазоном населення розподілялося таким чином: 27,2 % — особи молодші 18 років, 61,2 % — особи у віці 18—64 років, 11,6 % — особи у віці 65 років та старші. Медіана віку мешканця становила 36,9 року. На 100 осіб жіночої статі у місті припадало 77,9 чоловіків;  на 100 жінок у віці від 18 років та старших — 70,8 чоловіків також старших 18 років.
Середній дохід на одне домашнє господарство  становив 36 335 доларів США (медіана — 31 563), а середній дохід на одну сім'ю — 41 279 доларів (медіана — 34 706). Медіана доходів становила 27 135 доларів для чоловіків та 30 294 долари для жінок. За межею бідності перебувало 37,2 % осіб, у тому числі 71,2 % дітей у віці до 18 років та 23,0 % осіб у віці 65 років та старших.
Цивільне працевлаштоване населення становило 802 особи. Основні галузі зайнятості: освіта, охорона здоров'я та соціальна допомога — 33,7 %, виробництво — 21,3 %, транспорт — 11,2 %, роздрібна торгівля — 8,0 %.